# Желько Йоксимович

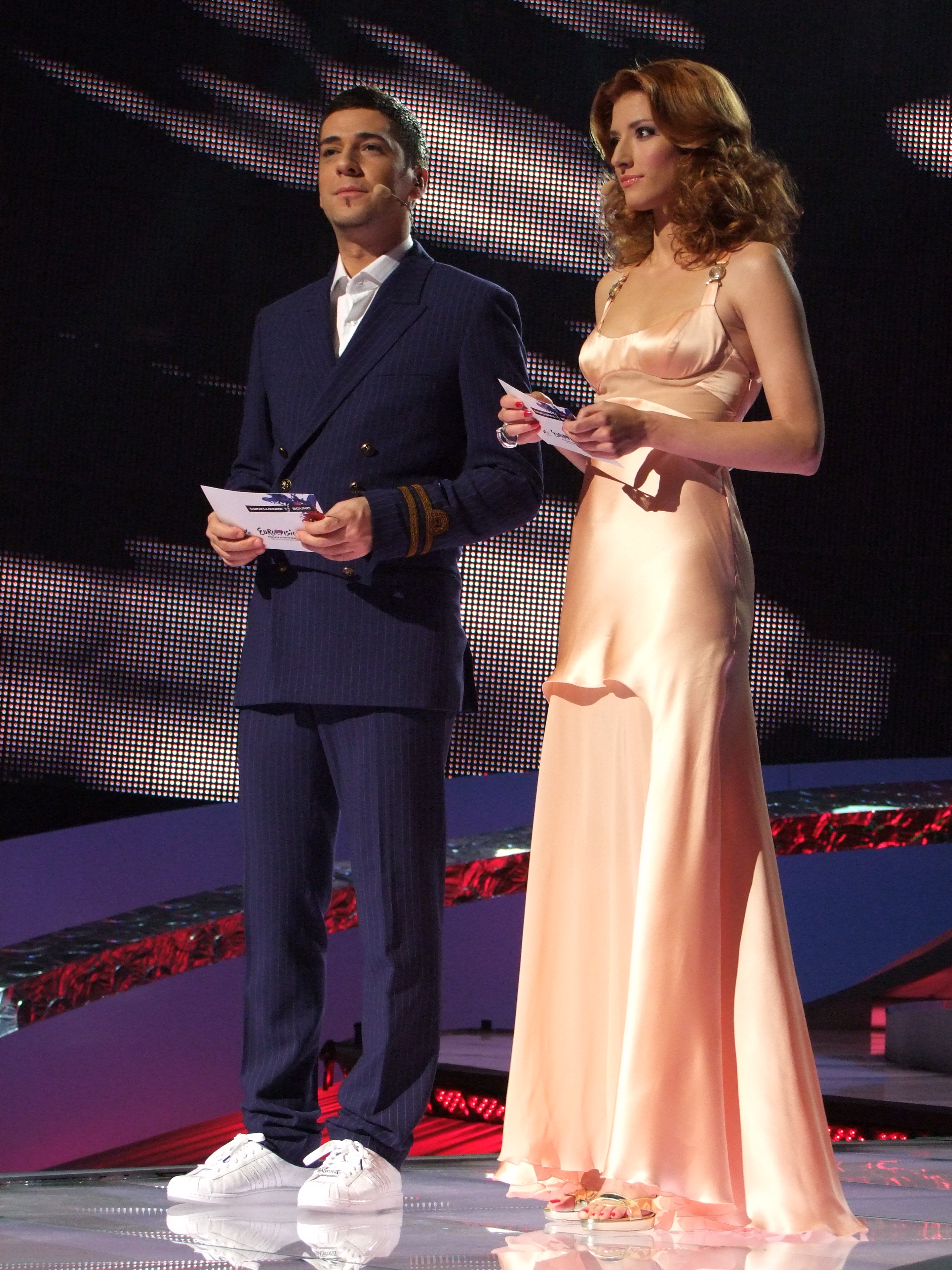
Желько Йоксимович як ведучий Конкурсу пісні Євробачення 2008 з Йованою Янковіч

Желько Йоксимович (серб. Жељко Јоксимовић; нар. 20 квітня 1972, Белград) — сербський поп-співак і автор пісень.

## Біографія
Першу музичну нагороду здобув у віці 12 років у Парижі як акордеоніст. Визнання як композитор отримав на фестивалі «Белградська весна-93», де його пісня зайняла 3-тє місце. У 1995 році на цьому ж фестивалі став володарем Другої премії журі за виконання пісні «Арія». Пісні, створені Йоксимовичем, перемагали на фестивалі «Белградська весна» в 1993, 1996 і 1997 роках. Як композитор і аранжувальник був відзначений на фестивалях в Югославії («Будва»), Македонії («Єврофест»), Білорусі («Слов'янський базар у Вітебську», «Золотий шлягер»).
У 1999 році Желько отримує премію Гран-прі як виконавець «Золотого шлягера» на фестивалях у Білорусі (Могильов і Вітебськ) за пісню «Pesma sirena», за яку він також нагороджений призом Міжнародної організації ФІДОФ за музичну інтерпретацію та сучасне вираження етномотивів в естрадній музиці на фестивалі Середземноморської пісні «Пісня Медитеран» у Будві в липні 1998 року .
Крім поп-музики, Желько пробує себе і в стилі фольк. Зокрема, його пісня «Zvone tambure» перемогла на фестивалі Златна Тамбуріца в Новому Саді в 2000 році. Також Йоксимович був нагороджений як автор музики для спектаклів «Mandagora», «Ljubinko i Desanka», «Rob ljubavi», «Pesice» [найкраща п'єса 1999], «Nemam da platim necu da platim».
Наприкінці 2000 року його дебютний альбом стає найбільш продаваним альбомом студії «Сіті Рекордс», а пісні з цього альбому широко транслюють на радіо і телебаченні. Після випуску альбому Желько отримує премію «Найкращий виконавець року» на основі результатів опитувань теле- і радіостанцій, журналу «Світло», а також газети «Франкфуртські новини».
Його сингл «Ledja O Ledja» здобув популярність у країнах колишньої Югославії в 2004 році. У тому ж році зайняв друге місце на конкурсі пісні Євробачення 2004 в Стамбулі з піснею «Lane moje», поступившись місцем учасниці з України Руслані. У 2006 році на Євробаченні в Афінах була представлена пісня Йоксимовича «Lejla» у виконанні групи «Харі Мата Харі» із Боснії і Герцеговини, яка посіла третє місце. У 2008 році на Євробаченні від Сербії виступила Єлена Томашевич з піснею «Оро», музику до якої також написав він. Йоксимович був обраний ведучим Євробачення 2008 у Белграді разом із Йованою Янкович, ведучою телеканалу РТС. Представляв Сербію удруге на Євробаченні 2012 з піснею «Nije ljubav stvar», де зайняв 3-тє місце.
Володіє фірмою Minacord media, яка стала співзасновницею фірми «Тачно д.о.о.», що 9 березня 2021 року придбала у колишнього агентства ТАНЮГ 10-річне право на користування його майновими правами і торговельними марками.

## Дискографія

### Альбоми
- 1999 — Жељко Јоксимовић [City Records]
- 2001 — Ринтам [City Records]
- 2002 — III, album [City Records]
- 2003 — The Best Of (најбоље песме)  [City Records]
- 2005 — Ивкова слава, The Soundtrack (з Єленою Томашевич і Николою Кожо)
- 2006 — Има нешто у том што ме нећеш [City Records]
- 2007 — The Platinum Collection [City Records]
- 2008 — Beogradska Arena Live
- 2009 — Љубави [Minacord]

### Сингли
- 2004 — Леђа о леђа [City Records]
- 2004 — Лане мoјe [PGP RTS]
- 2004 — Лане мoјe/Goodbye [Warner Music Group]
- 2005 — I live my life for you [Automatik Records/Mascom records] (з Тамі Харіссоном)
- 2007 — Девојка [Minacord]
- 2007 — Није до мене [Minacord]
- 2008 — Оно наше што некад бејаше [Minacord]

### Дуети
- 2002 Харіс Джинович — Шта ће мени више од тога
- 2005 Діно Мерлін — Супермен
- 2005 Тамі Харіссон — I Live My Life For You